# FA Cup 1875-1876
La FA Cup 1875–76 fu la quinta edizione del torneo calcistico più vecchio del mondo. Vi parteciparono 32 squadre, tre in più rispetto all'edizione precedente.

## Calendario della competizione
| Turni            | Date                        | Partite disputate | Club  | Nuove partecipanti |
| ---------------- | --------------------------- | ----------------- | ----- | ------------------ |
| Primo Turno      | 23 ottobre/20 novembre 1875 | 16 (11 giocate)   | 32→16 | 32                 |
| Secondo Turno    | 11/18 dicembre 1875         | 8 (6 giocate)     | 16→8  | -                  |
| Quarti di Finale | 29/31 gennaio 1876          | 4                 | 8→4   | -                  |
| Semifinale       | 19/26 febbraio 1876         | 2                 | 4→2   | -                  |
| Finale           | 11/18 marzo 1876            | 1                 | 2→1   | -                  |

## Primo Turno
| Squadra locale        | Punteggio                              | Squadra ospite       | Data             |
| --------------------- | -------------------------------------- | -------------------- | ---------------- |
| Maidenhead            | 2-0                                    | Ramblers             | 23 ottobre 1875  |
| Upton Park            | 1-0                                    | Southall             | 23 ottobre 1875  |
| Wanderers             | 5-0                                    | 1st Surrey Rifles    | 23 ottobre 1875  |
| Reigate Priory        | 1-0                                    | Barnes               | 30 ottobre 1875  |
| Swifts                | 2-0                                    | Marlow               | 3 novembre 1875  |
| Oxford University     | 6-0                                    | Forest School        | 6 novembre 1875  |
| 105th Regiment        | 0-0                                    | Crystal Palace       | 6 novembre 1875  |
| Hertfordshire Rangers | 4-0                                    | Rochester            | 6 novembre 1875  |
| Panthers              | 1-0                                    | Woodford Wells       | 6 novembre 1875  |
| Old Etonians          | 4-1                                    | Pilgrims             | 9 novembre 1875  |
| Royal Engineers       | 15-0                                   | High Wycombe         | 10 novembre 1875 |
| Cambridge University  | Qualificata per ritiro dell'avversaria | Civil Service        |                  |
| Clapham Rovers        | Qualificata per ritiro dell'avversaria | Hitchin              |                  |
| Leyton                | Qualificata per ritiro dell'avversaria | Harrow Chequers      |                  |
| Sheffield             | Qualificata per ritiro dell'avversaria | Shropshire Wanderers |                  |
| South Norwood         | Qualificata per ritiro dell'avversaria | Clydesdale           |                  |

### Ripetizione
| Squadra locale | Punteggio | Squadra ospite | Data             |
| -------------- | --------- | -------------- | ---------------- |
| Crystal Palace | 3-0       | 105th Regiment | 20 novembre 1875 |

## Secondo Turno
| Squadra locale    | Punteggio                              | Squadra ospite        | Data             |
| ----------------- | -------------------------------------- | --------------------- | ---------------- |
| Old Etonians      | 8-0                                    | Maidenhead            | 11 dicembre 1875 |
| Reigate Priory    | 0-8                                    | Cambridge University  | 11 dicembre 1875 |
| South Norwood     | 0-5                                    | Swifts                | 11 dicembre 1875 |
| Wanderers         | 3-0                                    | Crystal Palace        | 11 dicembre 1875 |
| Clapham Rovers    | 12-0                                   | Leyton                | 18 dicembre 1875 |
| Oxford University | 8-2                                    | Hertfordshire Rangers | 18 dicembre 1875 |
| Royal Engineers   | Qualificata per ritiro dell'avversaria | Panthers              |                  |
| Sheffield         | Qualificata per ritiro dell'avversaria | Upton Park            |                  |

## Quarti di Finale
| Squadra locale       | Punteggio | Squadra ospite    | Data            |
| -------------------- | --------- | ----------------- | --------------- |
| Old Etonians         | 1-0       | Clapham Rovers    | 29 gennaio 1876 |
| Royal Engineers      | 1-3       | Swifts            | 29 gennaio 1876 |
| Wanderers            | 2-0       | Sheffield         | 29 gennaio 1876 |
| Cambridge University | 0-4       | Oxford University | 31 gennaio 1876 |

## Semifinale
| Squadra locale    | Punteggio | Squadra ospite | Data             |
| ----------------- | --------- | -------------- | ---------------- |
| Oxford University | 0-1       | Old Etonians   | 19 febbraio 1876 |
| Wanderers         | 2-1       | Swifts         | 26 febbraio 1876 |

## Finale
| Squadra locale | Punteggio | Squadra ospite | Data          |
| -------------- | --------- | -------------- | ------------- |
| Wanderers      | 1-1       | Old Etonians   | 11 marzo 1876 |

### Ripetizione
| Squadra locale | Punteggio | Squadra ospite | Data          |
| -------------- | --------- | -------------- | ------------- |
| Wanderers      | 3-0       | Old Etonians   | 18 marzo 1876 |